# Григорије Таронит
Григорије Таронит (грчки: Γρηγόριος Ταρωνίτης) је био јерменски принц Тарона и византијски војсковођа под Василијем II. Погинуо је у бици код Солуна 991. или 995. године.

## Биографија
Григорије је био син Ашота III Јерменског. Припадао је династији Таронита која је носила назив по граду Тарону. За време устанка Варде Фоке 988. године цар Василије II је послао Таронита у Трапезунт са задатком да сакупи трупе и нападне непријатеља с леђа. Таронит није сасвим успео у свом задатку, али је ипак својом акцијом одвукао део Фокиних трупа са главног бојишта. Након гушења устанка, Василије је обновио рат против Самуила. Цар се спустио до Солуна у коме је оставио да управља магистра Таронита. Таронит је добио и војску са којом је требало да спречи Самуилове нападе. Василије се вратио у Цариград. Самуило је главнину своје војске распоредио по скривеним местима, а само мали део је послао на Солун. Таронит је послао свога сина Ашота да извиди ситуацију, а сам је ишао позади. Претходницу цара Самуила Ашот је натерао у бекство, али је, гонећи Самуилове војнике, упао у заседу. Таронит је похитао у помоћ своме сину. Словени су га окружили и убили. Таронита је на месту управника Солуна заменио Јован Халдејски.